# Фастовец (село)
Фа́стовец (укр. Фастівець) — село, входит в Фастовский район Киевской области Украины.
Население по переписи 2001 года составляло 1024 человека. Почтовый индекс — 08541. Телефонный код — 4565. Занимает площадь 3,2 км². Код КОАТУУ — 3224986901.

## Местный совет
08541, Київська обл., Фастівський р-н, с.Фастівець, вул.Дружби,98, тел. 44-3-17; 44-3-19  (укр.)